# Варвар Мироточиви
Преподобни Варвар Мироточиви је хришћански светитељ.
Рођен је у Пентапољу у Африци. Био је црнац. У младости је био разбојник. Убијао је хришћане и пљачкао караване које је пресретао. 
Једнога дана један свештеник са ђаконом је пошао да служи Свету Литургију у храму Светог Георгија у крају званом Ниса. Видевши их Варвар је пошао за њима, а свештеник са страхом поче да се силно моли Богу. Тада су се разбојнику отворио духовни вид и он је видео како свештенику на Светој Литургији саслужују Анђели. Када је свештеник завршио Литургију Варвар га је питао где су они који су били са њим, а свештеник, схвативши да је то било виђење, стаде да разбојнику објашњава тајне Божје и како је свима могуће покајати се и задобити спасење од Бога. Тада се овај Варвар бацио свештенику пред ноге и исповедио му све своје тешке грехе. Свештеник га је крстио, а Варвар је сам себи ставио тешке окове на врат, руке и ноге. Повукао се у самоћу на три године, проводећи живот у најстрожем посту и уздржању. При томе је све време горко оплакивао своје раније грехе и недела. 
Умро је у једној гори устрељен ловачким стрелама. Његове мошти су точиле свето миро, због чега се и назива мироточиви.
Православна црква прославља светог Варвара 15. маја.